# Општина Бистрица об Сотли
Општина Бистрица об Сотли (словен. Bistrica ob Sotli) је једна од општина Савињске регије у држави Словенији. Седиште општине је истоимено насеље Бистрица об Сотли.

## Природне одлике
Рељеф: Општина Бистрица об Сотли налази се у југоисточном делу Словеније и погранична је ка Хрватској. Општина обухвата источни део брежуљкасте области Козјанско, у долини реке Сутле.
Клима: У општини влада умерено континентална клима.
Воде: Најважнији водоток у општини је река Сутла. Сви остали водотоци су мали и њене су притоке.

## Становништво
Општина Бистрица об Сотли је ретко насељена.

## Насеља општине
| - Бистрица об Сотли - Декманца - Загај - Крижан Врх - Куншперк - Плес | - Поље при Бистрици - Сребрник - Требче - Храстје об Бистрици - Чрешњевец об Бистрици |  |